# Amberian Dawn
Amberian Dawn (с англ. Янтарный рассвет) — финская симфо-пауэр-метал-группа с женским вокалом.

## История
Группа была образована гитаристом Туомасом Сеппала летом 2006 года. С 2008 по 2020 год группа выпустила 9 студийных альбомов.
В 2022 году выпустили трибьют-альбом «Take a Chance — A Metal Tribute to ABBA».

## Состав

### Текущий состав
- Туомас Сеппяля[англ.] — гитара (с 2006), клавишные (с 2008)
- Joonas Pykälä-Aho — ударные (2006—2010, с 2012)
- Emil Pohjalainen — гитара (2008—2010, с 2012)
- Пяйви «Capri» Вирккунен[англ.] — вокал (с 2012)
- Jukka Hoffren — бас (с 2015)

### Бывшие участники
- Хейди Парвиайнен — вокал (2006—2012)
- Peter James Goodman — вокал (2006)
- Sampo Seppälä — гитара (2006—2007)
- Antti Velin — гитара (2006)
- Tom Sagar — клавиши (2006—2008)
- Kasperi Heikkinen — гитара (2007—2012)
- Heikki Saari — ударные (2006—2008, 2010—2012)
- Tommi Kuri — бас (2006—2010)
- Kimmo Korhonen — гитара (2010—2015)
- Jukka Koskinen — бас (2010—2013)

## Дискография

### Студийные альбомы
- River of Tuoni (2008)
- The Clouds of Northland Thunder (2009)
- End of Eden (2010)
- Circus Black (2012)
- Re-Evolution[англ.] (2013)
- Magic Forest[англ.] (2014)
- Innuendo[англ.] (2015)
- Darkness Of Eternity (2017)
- Looking for You (2020)

### Трибьюты
- Take a Chance — A Metal Tribute to ABBA (2022)

### Синглы
- He Sleeps in a Grove (2009)
- Arctica (2010)
- Cold Kiss (2012)
- Kokko — Eagle of Fire (2013)

### Демо
- Amberian Dawn (2006)